# Coilodera nyassica
Coilodera nyassica är en skalbaggsart som beskrevs av Ernst Gustav Kraatz 1897. Coilodera nyassica ingår i släktet Coilodera och familjen Cetoniidae. Inga underarter finns listade i Catalogue of Life.